# اچ‌ام‌اس گرافتن (۱۷۵۰)
اچ‌ام‌اس گرافتن (۱۷۵۰) (به انگلیسی: HMS Grafton (1750)) یک کشتی بود که طول آن ۱۶۰ فوت (۴۸٫۸ متر) بود. این کشتی در سال ۱۷۵۰ ساخته شد.